# Кібеккаси
Кібекка́си (рос. Кибеккасси, чув. Кипеккасси) — присілок у складі Чебоксарського району Чувашії, Росія. Входить до складу Ішацького сільського поселення.
Населення — 64 особи (2010; 74 у 2002).
Національний склад:
- чуваші — 93 %